# Джеффри (бронеавтомобиль)
Броневик Jeffery был построен в 1915 году автомобилестроительной компанией Thomas B. Jeffery Company из Кеноши (англ. Kenosha) штата Висконсин во время Первой мировой войны на базе грузовика Jeffery Quad 4017 как один из первых серийных броневиков США после броневика Davidson-Cadillac.
JQ 4017 для своего времени являлся весьма примечательным грузовиком. Разработанный ещё в 1913 году, он стал одной из первых в мире машин вездеходного типа, что обеспечивалось колёсной формулой 4×4 и наличием индивидуального тормоза на каждое колесо. Для своего времени автомобиль имел превосходные характеристики проходимости, сочетавшиеся, тем не менее, с относительной простотой в эксплуатации и обслуживании. Столь передовая машина быстро вызвала закономерный интерес как в США, так и за рубежом: в течение нескольких последующих лет JQ 4017 пополнили ряды армейских грузовиков армий США, Великобритании, Франции, Канады, Аргентины, Испании и России. Помимо стандартного бортового грузовика, фирма Thomas Jeffery Co. также выпускала на данном шасси санитарные машины, передвижные полевые мастерские и подвозчики боеприпасов. Всего в период с 1913 по 1918 год включительно было выпущено свыше 11 000 автомобилей всех модификаций.
В марте 1916 года генерал Першинг, командовавший войсками во время Мексиканской экспедиции, получил в распоряжение первый опытный броневик. Этот автомобиль сыграл важную роль в отражении нападения отрядов Панчо Вильи на город Колумбус в штате Нью-Мексико.
Позже партия броневиков была передана Великобритании для использования в Британской Индии. В Северо-Западной пограничной провинции с ноября 1916 по июль 1917 года британские войска проводили блокаду пуштунских племен Моманд, которые нападали на Пешавар. На броневиках военные осуществляли рейды из блокгаузов, что способствовало установлению контроля над территорией.
Следует отметить, что броневики не принимали участия в боевых действиях на территории Европы.
На базе грузовика Jeffery Quad 4017 был построен броневик «Джеффри-Поплавко» для российской армии по планам штабс-капитана Поплавко.

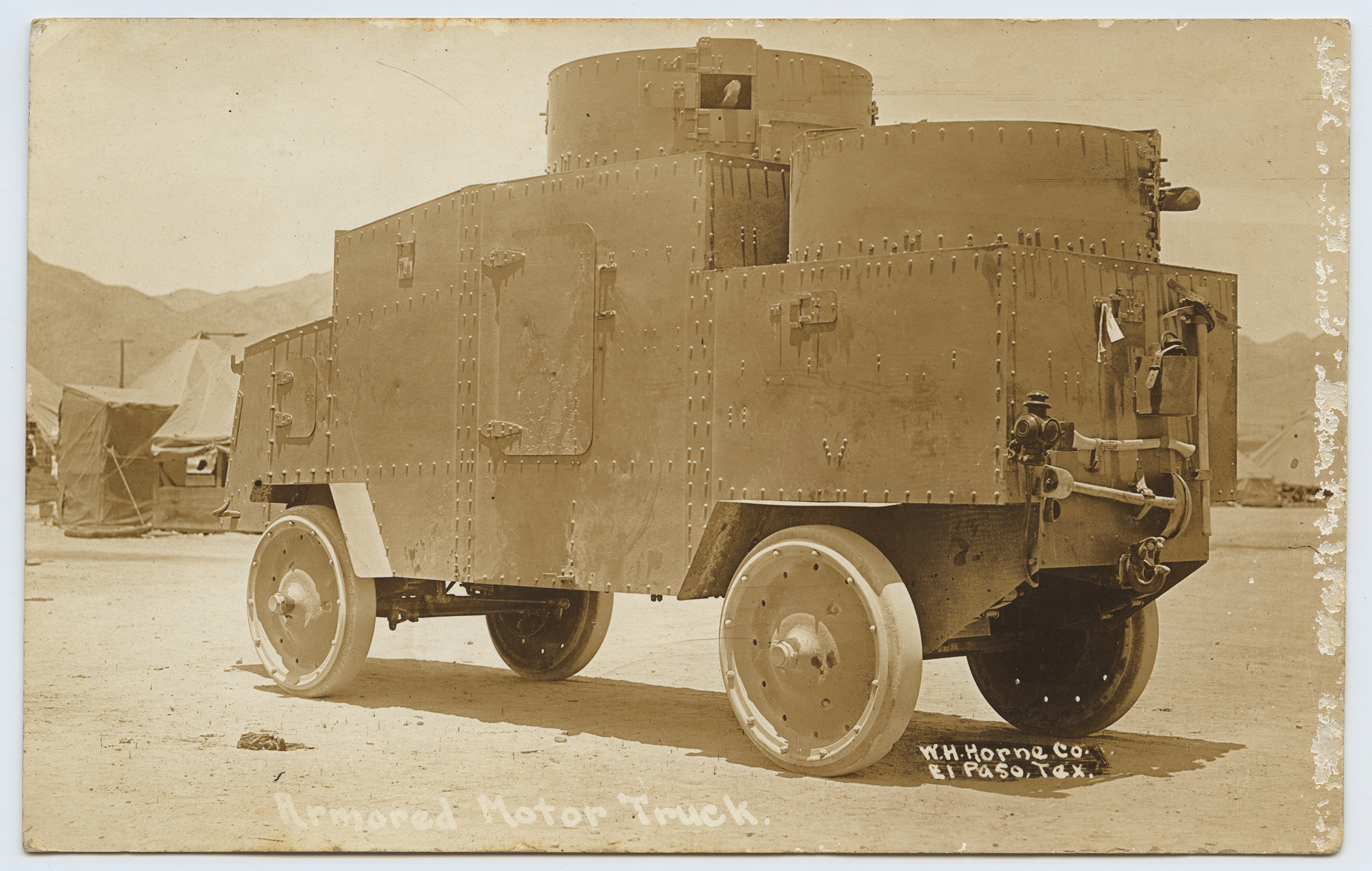
Бронеавтомобиль Jeffery Armored Car No.1 во время Мексиканской революции, 1916
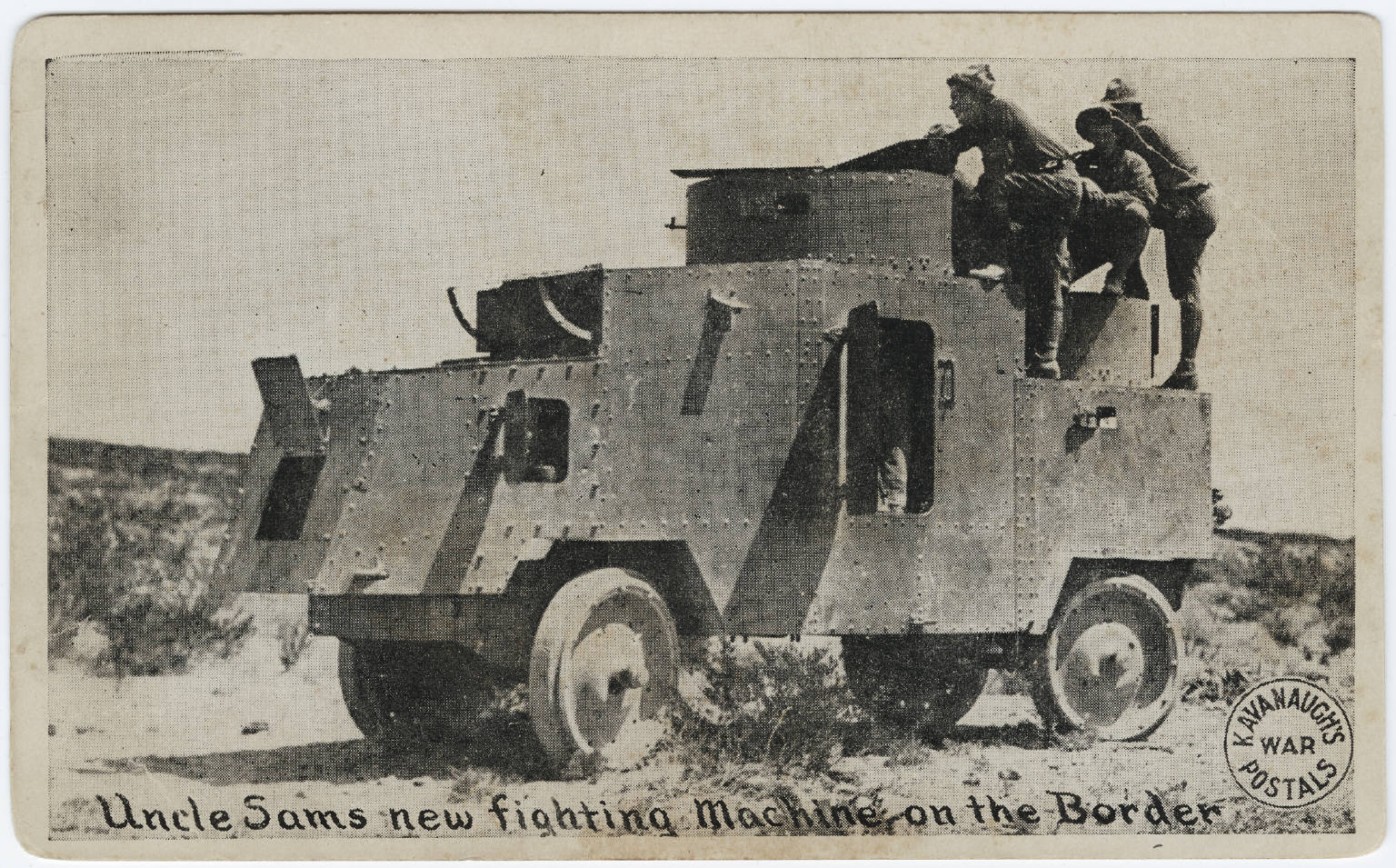
то же